# Orientación vocacional
La orientación  vocacional es un proceso cuyo propósito es ayudar a las personas, independientemente de su edad, en la elección o reelección de una carrera profesional. Su finalidad es proveer los elementos necesarios para garantizar una mejor elección individual, asegurando que cada persona se desenvuelva mejor en su profesión. Este proceso toma en cuenta esencialmente las habilidades, la inteligencia, las aptitudes, los intereses, la preparación y los valores que constituyen la personalidad de cada individuo. Se recomienda realizar este proceso de manera anticipada, especialmente en estudiantes, para que obtengan un mejor resultado en su toma de decisiones acerca de la profesión que elijan.

## Antecedentes
Para encontrar los inicios de los procesos de orientación vocacional, es necesario remontarse a los inicios del siglo XX. Los orígenes de la orientación vocacional datan del año 1908 en Estados Unidos. (González, 2003), Igualmente en el mismo país el año 1913 se introdujo la asignatura de orientación vocacional en el sistema educativo del país, brindando consejo a los estudiantes para su inserción en la realidad laboral industrial del país (Gonzales y Oliveros, 2012). Los procesos de orientación vocacional han sufrido grandes cambios a lo largo de los años. Se inició con enfoques factorialistas, que atribuían la elección profesional a factores externos, entendiendo a la persona como un ente pasivo resultado de las situaciones del entorno con predisposición natural acorde a sus habilidades. Este enfoque se limitaba a descubrir las cualidades de la persona por medio de pruebas estandarizadas que listaban las cualidades de la persona y las dificultades para ciertos oficios y desempeños profesionales (González, 2003). este enfoque se vio respaldado en gran medida por el auge de las pruebas psicométricas, desarrolladas para el reclutamiento y clasificación de tropas en la Primera Guerra Mundial, esto buscando identificar la capacidad intelectual de los soldados y su personalidad, indagando en la capacidad de afrontar situaciones estresantes y evitar crisis. (Álvarez, 2019). Actualmente como menciona Gonzales y Oliveros (2012) muchas personas dentro del ámbito de la educación han mantenido una idea simplista sobre los procesos de orientación vocacional, centrado solo en la aplicación y comparación de pruebas tal como se hacía a ignición del siglo pasado. Existen distintas visiones sobre la estructuración de procesos de orientación vocacional los cuales, fundamentalmente, perciben al estudiante como un ente activo y protagonista del proceso. Gonzales rescata dos definiciones sobre el rol actual de la orientación vocacional, y entiende la misma como “Un proceso continuo de ayuda al estudiante para el desarrollo de sus potencialidades cognitivas y motivacionales que le posibiliten elegir conscientemente una profesión y comprometerse con la calidad de su formación durante el estudio de la misma” (2003, p.216). E igualmente rescata que para la orientación vocacional actual “el estudiante es considerado un ente activo (...) participa en la toma de decisiones profesionales sobre la base de un complejo proceso de reflexión de sus posibilidades motivacionales y de las posibilidades que le ofrece el medio en que se desarrolla” (González, 2003, p.217)

## Enfoques
La orientación vocacional incorpora tres enfoques:
- Psicológico: considerar principalmente el bienestar personal.
- Educativo: tener en cuenta el sistema educativo del país, la educación debe transformarse de acuerdo a las necesidades de la sociedad.
- Socioeconómico: debe lograr que las personas colaboren para el progreso, el desarrollo social y económico del país.

En las últimas décadas han surgido enfoques integrales como el de resiliencia (Vázquez, S.G, 2008; 2017) caracterizado por una mirada clínica, preventiva y operativa, así como un abordaje personalizado, que, lejos de hacer hincapié en los test estandarizados, toma a cada orientado como único. 

## La exploración vocacional
La exploración vocacional es un proceso que tiene la finalidad de despertar intereses vocacionales y adaptar dichos intereses a la competencia laboral del individuo y a las necesidades del mercado de trabajo.

## Ligas externas
- Hacer un test de orientación vocacional

- Datos: Q11611260